# Antonius Schirley
Antonius Schirley, auch Antonius Schierle (* 15. Dezember 1647 in Haltern als Vinzentius Schirley; † 18. August 1694 in Emden) war ein deutscher Franziskaner und Mystiker. Er steht am Anfang der Marienwallfahrt Neviges.

## Leben

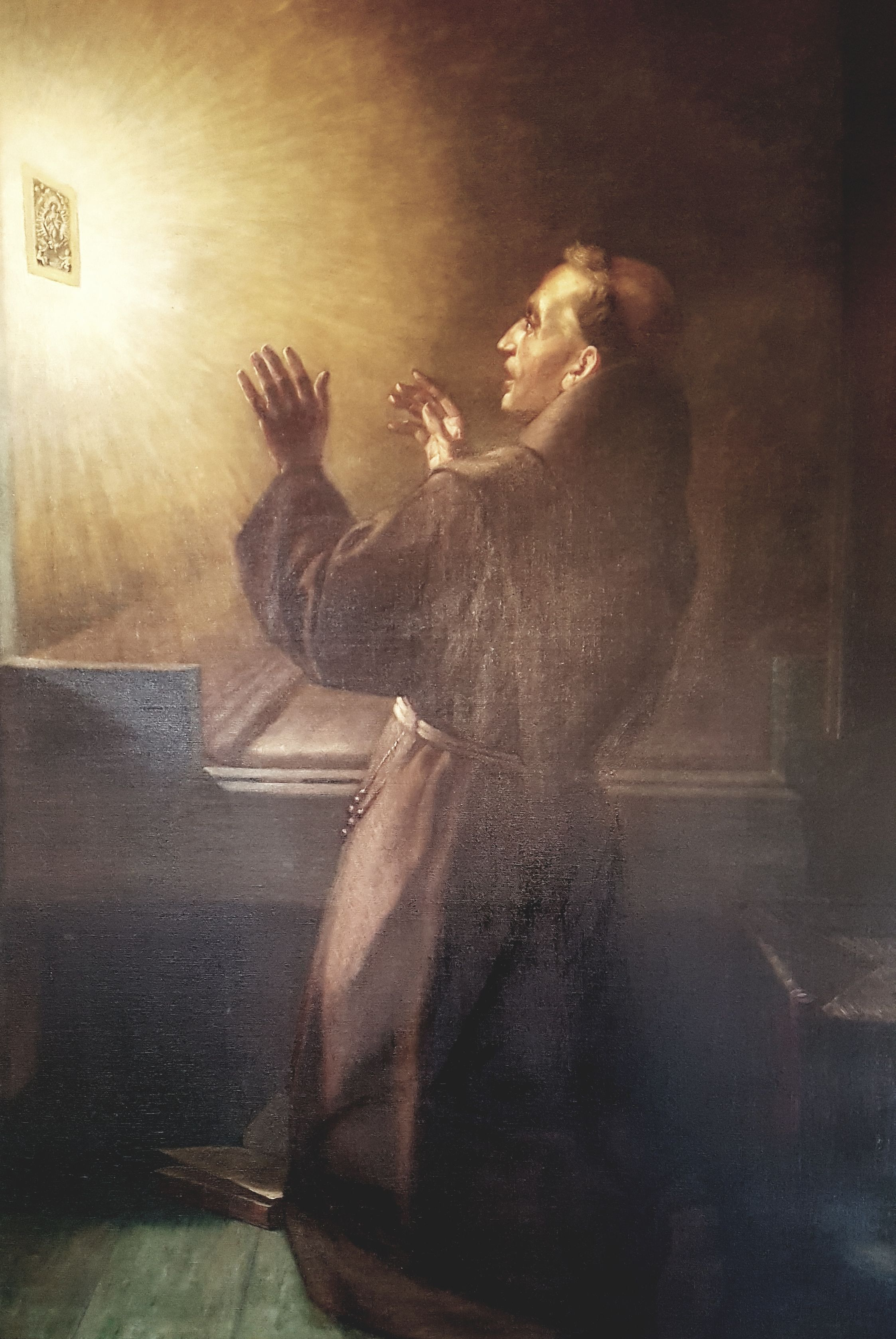
Offenbarung an P. Antonius Schirley (Gemälde von Br. Damascen Hahnel OFM, um 1920)

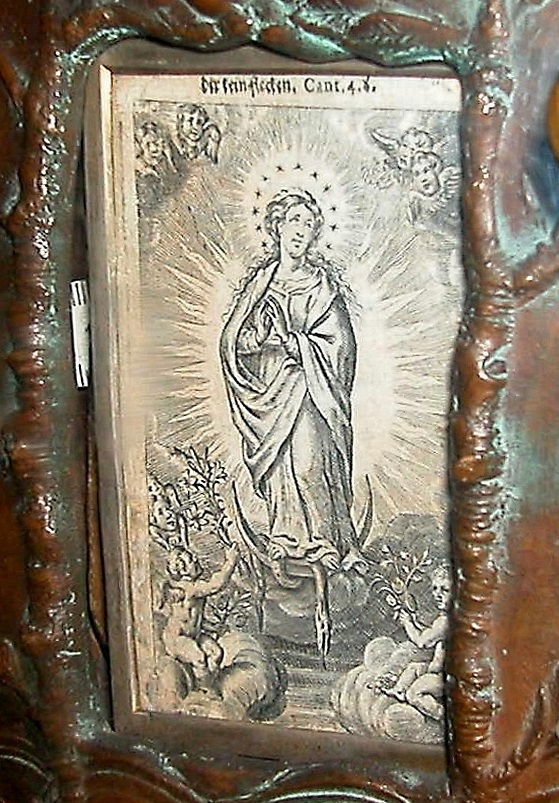
Marienbild von Neviges

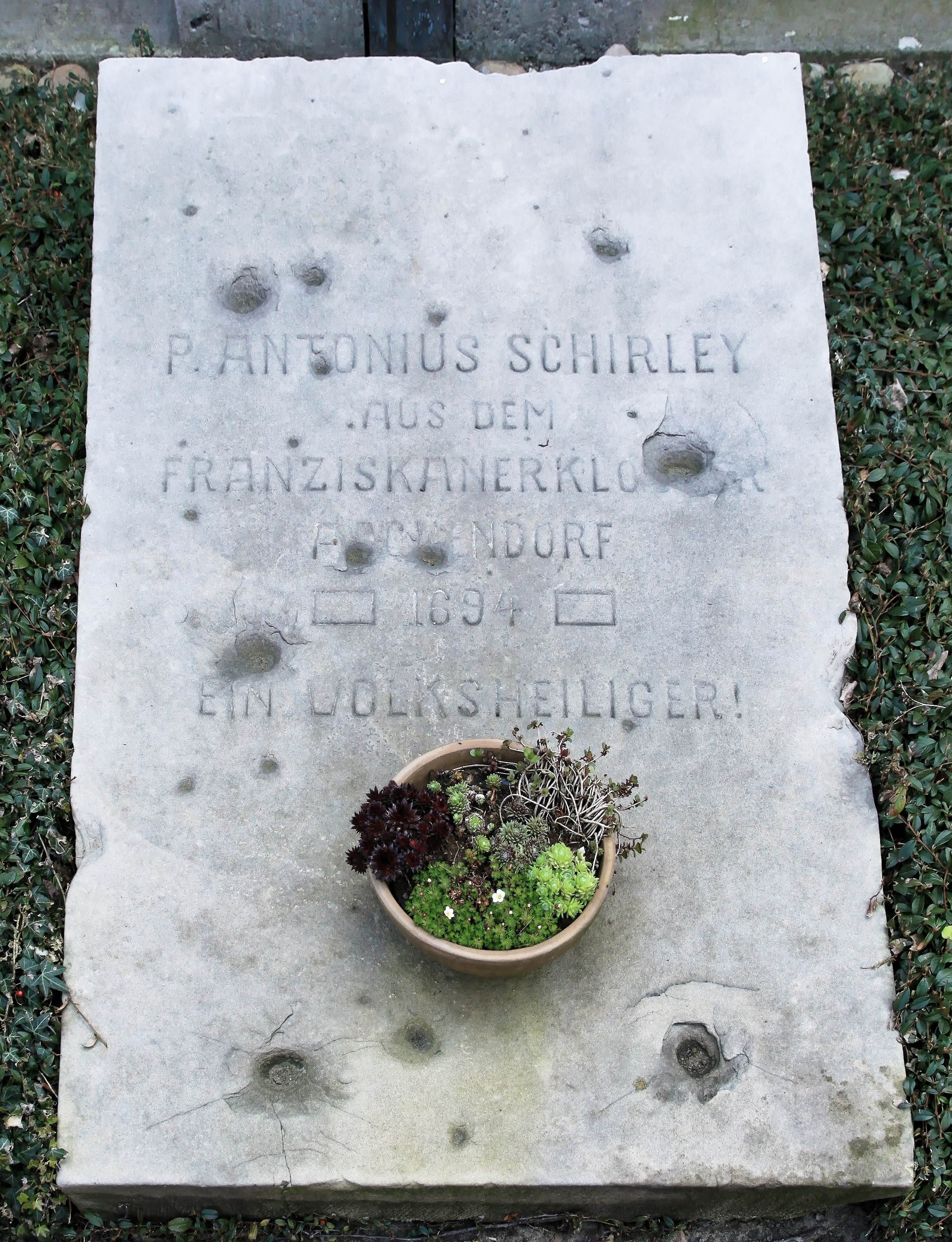
Grabplatte Schirleys in Papenburg (1930)

Vinzentius Schirley wurde 1647 in der Pfarrkirche St. Sixtus in Haltern getauft. 1672 trat er im 20 km entfernten Dorsten in das dortige Franziskanerkloster ein, das zur Sächsischen Franziskanerprovinz (Saxonia) gehörte, und erhielt den Ordensnamen Antonius. Als persönliches Gebetbuch besaß er Das Himmlisch Palm-Gärtlein des Wilhelm Nakatenus, in dem sich ein als Muttergottes interpretiertes Frauenbild befand, das im Text auf Gen 3,15  und auf Hld 4,7  bezogen wurde (heute in erster Linie auf Offb 12 ). Laut einem Bericht aus dem Jahr 1707 hörte Schirley im September 1680 vom Bild her eine Stimme mit der Aussage: „Bring mich nach dem Hardenberg, da will ich verehret sein“. Schirley verstand unter Hardenberg das seit kurzem im Bau befindliche Franziskanerkloster Hardenberg-Neviges in der Herrschaft Hardenberg unweit  Schloss Hardenberg. 
In den beiden folgenden Nächten hörte er zwei weitere Botschaften. In der ersten wurde ihm aufgetragen, sich an den bauleitenden Franziskaner in Neviges zu wenden und ihm mitzuteilen, einem „großen Fürst“ stünde eine Erkrankung bevor, von der er nur durch ein „Gelübde nach dem Hardenberg“ und durch Unterstützung des Neubaus genesen könne. Pater Antonius sandte dann in einem Brief das Marienbild an den Oberen der Nevigeser Franziskaner, als bekannt wurde, dass der Fürstbischof von Paderborn und Münster, Ferdinand von Fürstenberg, schwer erkrankt war. Dieser erfuhr durch den Abt von Kloster Werden von der Weissagung und gelobte eine Wallfahrt nach Neviges. Nach seiner Genesung kam er dann in den niederbergischen Ort, feierte zum Dank ein Pontifikalamt und beteiligte sich finanziell am Weiterbau des Klosters, das 1683 fertiggestellt wurde. Durch diese erste Wallfahrt begründete er den ältesten Wallfahrtsort zur Unbefleckten Empfängnis nördlich der Alpen, der 1968 durch die Einweihung des architektonisch herausragenden Mariendomes auch weltweit bekannt wurde.
In der zweiten Nacht hörte Schirley den Auftrag, neun Wochen lang samstags die heilige Messe zu feiern „zur Danksagung meiner unbefleckten Empfängnis“. Die Unbefleckte Empfängnis Mariens, die seit dem Konzil von Basel 1439 als Glaubensgewissheit der römisch-katholischen Kirche galt und seit 1854 sogar dogmatischen Rang genießt, war seit den Anfängen des Franziskanerordens Glaubensgut des Ordens gewesen. 
Von 1685 bis 1687 war Schirley Missionar in Herford, dann ging er nach Aschendorf (heute Teil von Papenburg). Sein Wirken im Emsland, das ihm den Ruf eines Volksheiligen einbrachte, erstreckte sich bis Emden, wo er 1694 im Alter von 46 Jahren starb. Beigesetzt wurde er in der Kirche St. Amandus in Aschendorf. Dort befindet sich an der Kirchennordseite eine Grabplatte von 1930 mit der Inschrift: P. Antonius Schirley aus dem Franziskanerkloster Aschendorf/1694/Ein Volksheiliger.